# تپه شهر سوخته ۲۰۲
تپه شهر سوخته ۲۰۲ مربوط به هزاره سوم قم است و در شهرستان زابل، بخش شیب آب، دهستان لوتک، روستای حومه شهر سوخته، ۱۲ کیلومتری جنوب غربی پایگاه باستان‌شناسی شهر سوخته واقع شده و این اثر در تاریخ ۱۵ اسفند ۱۳۸۵ با شمارهٔ ثبت ۱۷۹۷۵ به‌عنوان یکی از آثار ملی ایران به ثبت رسیده است.